# Americans Per la Pau Ara
Americans Per la Pau Ara (en anglès: Americans for Peace Now) (APN) és una organització sense ànim de lucre, lliure de pagar alguns impostos federals sota l'article 501 (c), situada als Estats Units, l'objectiu declarat de la qual és ajudar a aconseguir un acord polític permanent per a la resolució del conflicte entre els estats d'Israel i Palestina.

## Activitats
Les activitats d'APN han crescut en nombre fins a incloure: la divulgació en els diferents mitjans de comunicació, les relacions amb els diferents governs, i la divulgació pública.
APN declara que les posicions que ha defensat l'organització durant més de dues dècades, juntament amb l'ONG israeliana Pau Ara, tals com demanar l'evacuació dels assentaments israelians a la Palestina ocupada, i la creació d'un estat palestí viable, són ara reconegudes per la majoria de estatunidencs i israelians, com un requisit bàsic per a la pau, la seguretat, i el futur dels pobles d'Israel i Palestina. L'organització manté una pàgina web activa amb informació, comentaris, i advocacia referent als esdeveniments recents que succeeixen a Israel, patrocina i participa en esdeveniments públics, i envia missatgers a les diferents comunitats del país per promoure la causa de la pau.
APN participa en la formació d'activistes i líders per la pau a les universitats. APN duu a terme un treball de divulgació entre les diverses comunitats jueves americanes i entre el públic en general.

## Història
L'organització va ser fundada l'any 1981, com una organització germana de l'ONG israeliana Pau Ara. APN es descriu a si mateixa com una organització no partidària, sense ànim de lucre, pro-israeliana, pacifista, jueva, i estatunidenca. L'actual president i CEO d'APN és la jueva Debra DeLee.
A l'any 1978, 348 ex-oficials de les Forces de Defensa d'Israel, van escriure una carta al Primer Ministre d'Israel Menahem Beguín, demanant un acord de pau entre els estats d'Israel i Egipte. Aquesta petició va portar a la creació de l'ONG pacifista Pau Ara, un moviment de base dedicat a fomentar el suport cap al procés de pau entre la població israeliana.APN va ser fundada en 1981 per recolzar les activitats de Pau Ara. APN va ser inicialment coneguda amb el nom de American Friends of Peace Now (en català: "Els Amics Americans de Pau Ara"). L'organització va canviar el seu nom a la seva forma present l'any 1989. L'organització va tenir un rol molt minoritari en la vida de la comunitat jueva americana durant els anys 80, però va créixer força durant els anys 90.
Al any 1992, l'organització tenia al voltant de 10.000 membres repartits en 21 capítols als Estats Units. Aquell mateix any APN va ser acceptada com a membre de la Conferència de Presidents de les Majors Organitzacions Jueves dels Estats Units (en anglès: Conference of Presidents of Major Jewish Organizations).

## Objectius
APN es defineix a si mateixa com: "La veu dels jueus americans que recolzen a Israel, i creuen que solament la pau pot assegurar la seguretat, la prosperitat i la continuïtat d'un estat jueu i democràtic". Els seus objectius són els següents:
1) Educar als jueus nord-americans, i a l'opinió pública en general sobre els múltiples beneficis socials i econòmics d'un acord de pau que garanteixi la pau i la seguretat a la regió d'Orient Mitjà.
2) Aconseguir que l'Administració nord-americana i la Casa Blanca tinguin un paper actiu en el desenvolupament del procés de pau, amb la finalitat d'aconseguir un acord entre els governs palestí i israelià.
3) Facilitar un tractat de pau permanent, capaç de reconciliar els interessos de seguretat nacional de l'Estat d'Israel, i que al mateix temps garanteixi el dret de la Nació Palestina a tenir el seu propi estat, lliure, independent i sobirà.
4) Garantir el suport del Congrés dels Estats Units per portar endavant el procés de pau, mitjançant l'assistència i l'ajuda econòmica als governs d'Egipte, Jordània, i Palestina.
5) Aconseguir que l'opinió pública als Estats Units d'Amèrica sigui conscient del benefici que ofereixen els programes de l'organització israeliana "Pau Ara".
6) Aconseguir uns recursos financers suficients, per poder dur a terme les activitats de les organitzacions "Pau Ara" i APN.

## Pàgina web i publicacions
La pàgina web d'APN, descriu a l'organització com un grup no partidari amb una missió no partidista. Segons APN, aquesta subministra informació i educació, ofereix una perspectiva estatunidenca, pacifista, pro-israeliana i jueva, en els afers relacionats amb la legislació. La pàgina web d'APN descriu a l'associació com una organització amb una missió no partidària. APN recolza la informació i l'educació del públic en general sobre el conflicte israelià-palestí. APN promou la seva agenda mitjançant publicacions a la premsa, articles i entrevistes amb periodistes, i ofereix als mitjans una font d'informació i comentari. APN publica un butlletí setmanal sobre els esdeveniments que tenen lloc a Israel i a la regió d'Orient Mitjà. En 2012 APN va imprimir un pamflet, en paper i online, dirigit a respondre als arguments de la dreta política israeliana, i a oferir respostes als afers referents al conflicte israelià-palestí.